# Грипич, Сергей Викторович
Сергей Викторович Грипич — российский тренер высшей категории по прыжкам с шестом. Мастер спорта СССР. Заслуженный тренер России (2009). Почетный гражданин города Славянск-на-Кубани (2008).

## Биография
Экс-рекордсмен Краснодарского края в прыжках с шестом. Тренировался у Альфреда Петровича Шмелевского. После окончания Краснодарского университета переехал в Славянск-на-Кубани. В начале тренерской карьеры работал с многоборцами, позже стал тренировать прыгунов с шестом.
Подготовил множество мастеров спорта, среди которых чемпион мира в помещении 2008 года и серебряный призёр Олимпийских игр 2008 года Евгений Лукьяненко, которого Сергей Викторович тренирует с 1995 года; серебряный призер чемпионата Европы в помещении 2015 года Александр Грипич и другие. Также у Сергея Викторовича начинала тренироваться будущий призёр чемпионата Европы 2006 года Татьяна Полнова.
В настоящее время Грипич преподает в ДЮСШ № 1 имени С. Т. Шевченко.
Женат, есть два сына — Александр (род. 1986) и Роман, которые также занимаются прыжками с шестом.

## Известные воспитанники
- Евгений Лукьяненко
- Александр Грипич
- Татьяна Полнова
- Антон Ивакин
- Алексей Ковальчук

## Награды и звания
- Почётное звание «Заслуженный тренер России» (2009)[9].
- Медаль ордена «За заслуги перед Отечеством» II степени (2010)[10].
- Звание «Ветеран труда».
- Знак отличия «Почётный работник общего образования Российской Федерации».
- Почётное звание «Заслуженный работник физической культуры и спорта Кубани».
- Почетный гражданин города Славянск-на-Кубани (2008)[11][12].